# مقاطعة كويتمان (جورجيا)
مقاطعة كويتمان (بالإنجليزية: Quitman County)‏ هي إحدى المقاطعات في ولاية جورجيا في الولايات المتحدة الأمريكية.